# 爆炸頭症候群
爆炸頭症候群（Exploding head syndrome，EHS）是指患者在入睡或醒来时听到不真实、响亮且短暂的聲響 。这個聲響可能会令人恐惧，通常是偶尔发生，且对健康不会造成严重影响。人们可能会感受到一道闪光。通常不会伴隨頭痛。
原因仍不清楚。可能病因包括耳部疾病、顳葉癲癇、神经功能障碍或特定的基因突变。可能的危险因子包括心理壓力。它被归类为睡眠障碍或头痛症 。常常找不到確定的病因诊断。
尚无高品质证据支持治疗。或许，衛教與說明即可。可能可以試试氯米帕明和鈣通道阻滯劑。虽然爆炸頭症候群的发病率尚無高品質研究，但有人粗估约有 10% 的人曾有这种症狀。女性的發生率較高。爆炸頭症候群的症状早在 1876 年就被首次描述。目前使用的名称始自1988年。